# Harry W. Griswold

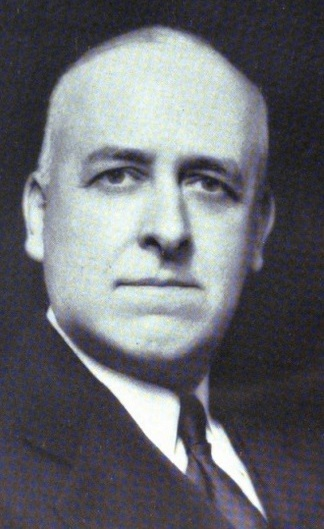
Harry W. Griswold

Harry Wilbur Griswold (* 19. Mai 1886 bei West Salem, La Crosse County, Wisconsin; † 4. Juli 1939 in Washington, D.C.) war ein US-amerikanischer Politiker. Im Jahr 1939 vertrat er den Bundesstaat Wisconsin im US-Repräsentantenhaus.

## Werdegang
Harry Griswold besuchte die öffentlichen Schulen seiner Heimat und studierte danach an der University of Wisconsin–Madison Landwirtschaft. In den folgenden Jahren arbeitete er in dieser Branche, wobei er sich auf die Viehzucht spezialisierte. Zwischen 1912 und 1929 gehörte Griswold dem Schulausschuss von West Salem an. Von 1930 bis 1936 wirkte er in der staatlichen Kommission zur Berufsausbildung mit.
Politisch war Griswold Mitglied der Republikanischen Partei. Von 1932 bis 1936 saß er im Senat von Wisconsin. Bei den Kongresswahlen des Jahres 1938 wurde er im dritten Wahlbezirk seines Staates in das US-Repräsentantenhaus in Washington gewählt, wo er am 3. Januar 1939 die Nachfolge von Gardner R. Withrow antrat. Harry Griswold konnte seine eigentlich bis zum 3. Januar 1941 laufende Legislaturperiode im Kongress aber nicht beenden, da er bereits am 4. Juli 1939 starb. Er wurde in West Salem beigesetzt.